# Gavin Smellie
Gavin Ramon Smellie (ur. 26 czerwca 1986 w Papine na Jamajce) – kanadyjski lekkoatleta specjalizujący się w biegach sprinterskich.
Jako junior, stawał na podium mistrzostw panamerykańskich juniorów. Dwukrotny finalista uniwersjady (2007 oraz 2009). W 2008 zdobył srebro mistrzostw NACAC do lat 23. Uczestnik igrzysk olimpijskich w Londynie (2012). W 2013 wszedł w skład kanadyjskiej sztafety 4 × 100 metrów, która zdobyła brąz podczas mistrzostw świata w Moskwie. Ósmy zawodnik biegu na 200 metrów podczas igrzysk Wspólnoty Narodów w Glasgow (2014). Złoty medalista IAAF World Relays (2017). Medalista mistrzostw Kanady.

## Osiągnięcia
| Rok  | Impreza                       | Miejsce       | Konkurencja        | Lokata      | Wynik   |
| ---- | ----------------------------- | ------------- | ------------------ | ----------- | ------- |
| 2006 | Młodzieżowe mistrzostwa NACAC | Santo Domingo | sztafeta 4 × 100 m | 4. miejsce  | 40,32   |
| 2007 | Uniwersjada                   | Bangkok       | bieg na 200 m      | 5. miejsce  | 21,09   |
| 2008 | Młodzieżowe mistrzostwa NACAC | Toluca        | sztafeta 4 × 100 m | 2. miejsce  | 39,31   |
| 2009 | Uniwersjada                   | Belgrad       | bieg na 200 m      | 6. miejsce  | 20,84   |
| 2009 | Uniwersjada                   | Belgrad       | sztafeta 4 × 100 m | eliminacje  | 40,27   |
| 2009 | Mistrzostwa świata            | Berlin        | bieg na 200 m      | ćwierćfinał | 21,27   |
| 2011 | Mistrzostwa świata            | Daegu         | sztafeta 4 × 100 m | eliminacje  | 39,28   |
| 2012 | Igrzyska olimpijskie          | Londyn        | sztafeta 4 × 100 m | –           | DQ      |
| 2013 | Mistrzostwa świata            | Moskwa        | bieg na 100 m      | półfinał    | 10,30   |
| 2013 | Mistrzostwa świata            | Moskwa        | sztafeta 4 × 100 m | 3. miejsce  | 37,92   |
| 2014 | Halowe mistrzostwa świata     | Sopot         | bieg na 60 m       | półfinał    | 6,74    |
| 2014 | IAAF World Relays             | Nassau        | sztafeta 4 × 100 m | 6. miejsce  | 38,55   |
| 2014 | Igrzyska Wspólnoty Narodów    | Glasgow       | bieg na 200 m      | 8. miejsce  | 20,55   |
| 2017 | IAAF World Relays             | Nassau        | sztafeta 4 × 200 m | 1. miejsce  | 1:19,42 |
| 2017 | Mistrzostwa świata            | Londyn        | bieg na 100 m      | eliminacje  | 10,29   |
| 2019 | Mistrzostwa świata            | Doha          | sztafeta 4 × 100 m | eliminacje  | 37,91   |

## Rekordy życiowe
- Bieg na 60 metrów (hala) – 6,60 (2014)
- Bieg na 100 metrów – 10,01 (2018) / 9,97w (2017)
- Bieg na 200 metrów – 20,38 (2017) / 20,16w (2015)